# 도미 시 (애니메이터)
도미 시(영어: Domee Shi, 중국어: 石之予, 병음: Shí Zhīyǔ 스즈위[*], 한자음: 석지예, 1989년 9월 8일 ~ )는 중국계 캐나다인 애니메이터, 감독, 작가이다. 2011년부터 픽사에서 근무하고 있으며, 《인사이드 아웃》, 《인크레더블 2》, 《토이 스토리 4》 등의 스토리보드 작업에 참여했다. 2018년 단편 애니메이션 영화 《바오》를 통해 감독 데뷔했으며, 제91회 아카데미상(2019년)에서 단편 애니메이션상을 수상했다. 2022년 애니메이션 영화 《메이의 새빨간 비밀》을 통해 장편 데뷔했다.

## 작품 목록

### 연출
- 바오 (2018, 단편)
- 메이의 새빨간 비밀 (2022)